# سيدني، الليدي مورغان
كانت سيدني، الليدي مورغان (كنيتها قبل الزواج أوينسون؛ 25 ديسمبر 1781؟ - 14 أبريل 1859)، روائية أيرلندية، اشتهرت بروايتها الفتاة الأيرلندية الجامحة (1806)، رواية رومانسية - وحسبما يقترح بعض النقاد - «نسوية سباقة»، ذات نبرة سياسية ووطنية. أثارت أعمالها الجدل وخضعت للرقابة، بما في ذلك الروايات التي سردت الرحلات القارية. اعتبرت بيرسي بيش شيلي واللورد بايرون من بين المدافعين عنها.

## سيرتها المهنية

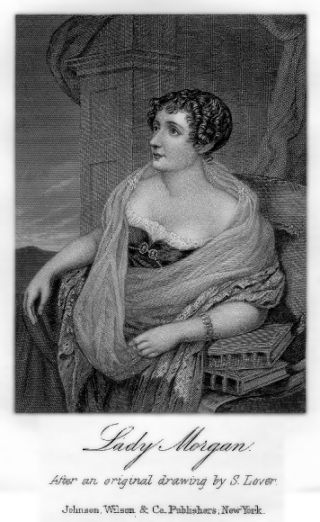
ليدي مورغان والمعروفة أيضًا باسم سيدني أوينسون، روائية أيرلندية، 1776 - 14 أبريل 1859.

كانت واحدة من أكثر الشخصيات الأدبية حيويةً وكانت سيرتها موضع نقاش دائم بين جيلها. بدأت حياتها المهنية بمجلد من القصائد أظهر نضوجًا سابقًا لأوانه. عملت على جمع الألحان الأيرلندية، ونظمت الكلمات لها، فوضعت بذلك نمطًا فنيًا اعتمده توماس مور بنجاح بارز. جذبت روايتها سانت كلير (1804) الانتباه على الفور، وتحدثت فيها عن الزواج المنكوب والحب المتعثر وتبجيل الطبيعة بخشوع، وتجلى فيها تأثير يوهان فولفغانغ فون غوته (وتحديدًا روايته آلام الشاب فرتر) وجان جاك روسو. أُشيد أيضًا بإحدى رواياتها الأخرى، الراهب المكرس للقديس دومينيك (1806)، بفضل خصائصها الخيالية والوصفية.
بيد أن الكتاب الذي ذاع صيتها بفضله وأقحم اسمها في جدال حاد كان الفتاة الأيرلندية الجامحة (1806)، الذي ظهرت فيه بمثابة بطلة غيورة على بلدها الأم، سياسية أكثر ما هي روائية، تمجد جمال المناظر الطبيعية الأيرلندية، وغنى الثروة الطبيعية في أيرلندا، والتقاليد النبيلة لبدايات تاريخها. ونظرًا للرسوخ الأخلاقي والفكري لبطلتها، غلورفينا، التي تجسد الأمة الأيرلندية في الرواية، وُصفت أيضًا «بالنسوية السباقة». وفي الدوائر الكاثوليكية والليبرالية، غالبًا ما كانت تُذكر باسم غلوريا أو غلورفينا.
وأعقبت روايتها الجدلية بكتاب مخطوطات وطنية وشذرات أدبية مقفاة في 1807. ونشرت المبشر: حكاية هندية في 1811، ونقحتها قبل وقت قصير من وفاتها، فأصبحت تحت عنوان لوكسيما، النبية. أبدى بيرسي بيش شيلي إعجابه الكبير بالمبشر، ويقال إن بطلة رواية أوينسون أثرت في بعض إنتاجاته الاستشراقية.
انضمت الآنسة أوينسون إلى دار وأسرة جون هاملتون، مركيز أبيركورن الأول، وفي عام 1812 - بعد إقناعها من قِبل الليدي أبيركورن، السيدة آن جين غور سابقًا - تزوجت من الفيلسوف والجراح الخاص بالأسرة، السير توماس تشارلز مورغان، لكنها لم تتوقف عن تأليف الكتب التي تدفقت من قلمها الفصيح.
أنتجت في عام 1814 أفضل رواياتها، أودونيل. إذ قدمت من خلالها أفضل ما لديها في وصف الطبقات الفقيرة، التي عرفتها حق المعرفة. تعرضت دراستها التفصيلية (1817) عن فرنسا في ظل استعراش آل بوربون للهجوم بضراوة على يد جون ويلسون كروكر في كوارترلي ريفيو، متهمًا المؤلفة بمناصرة اليعاقبة والتزوير والإلحاد وكتابة محتوى غير أخلاقي. انتقد كروكر أيضًا المؤلفة لأنها تناولت بطلات الرواية بطريقة انتزعتهن - حسب اعتباره - من أدوارهن الحقيقة التقليدية «الصديقة الصالحة والزوجة المخلصة والأم الرؤوم وربة المنزل المحترمة والسعيدة». انتقمت أوينسون بشكل غير مباشر من خلال رواية فلورنس ماكارثي (1818) - التي ترجمها إلى الفرنسية جاك تيودور باريسو - إذ وجهت الإهانة إلى أحد النقاد الأدبيين في كوارترلي، من خلال شخصية كون كراولي، ببراعة أنثوية بارزة.
نشرت عام 1821، إيطاليا، عملٌ مقترن بعملها السابق فرنسا، مع ملاحق أضافهم زوجها. حظره ملك سردينيا وإمبراطور النمسا والبابا، لكن اللورد بايرون شهد على عدالة صور الحياة فيه. وردت نتائج الدراسات التاريخية الإيطالية في كتابها حياة سلفاتور روزا وعصره (1823). عادت بعدها مرة أخرى إلى موضوع الأخلاق والسياسة الأيرلندية بكتاب واقعي عن التغيّب (1825)، ورواية رومانسية ذات نفحات سياسية، بعنوان ذا أوبراينز أند ذا أوفلاهيرتيس (1827). حصلت الليدي مورغان من وليام لامب، فيكونت ملبورن، على معاش تقاعدي قدره 300 جنيه إسترليني. وخلال السنوات الأخيرة من حياتها المديدة نشرت كتاب المخدع (1829)، ومشاهد درامية من الحياة الحقيقية (1833)، والأميرة (1835)، وامرأة وسيّدها (1840)، والكتاب الذي لا يحمل اسمًا (1841). ومقاطع من سيرتي الذاتية (1859).
وفي عام 1838، انتقل السير توماس والليدي مورغان إلى منزل جديد في ملكية كيوبت، بمنطقة نايتسبريدج، بالقرب من ميدان لاوندز. بدأت الليدي مورغان حملة ناجحة لفتح بوابة جديدة في هايد بارك من نايتسبريدج، بوابة ألبرت الحالية.
توفي السير توماس عام 1843، وتوفيت الليدي مورغان في 14 أبريل 1859 (عن عمر ناهز 82) ودُفنت في مقبرة برومبتون في لندن.